# Sychnochlaena
Sychnochlaena là một chi bướm đêm thuộc phân họ Tortricinae của họ Tortricidae.

## Các loài
- Sychnochlaena megalorhis Diakonoff, 1982